# Аванті

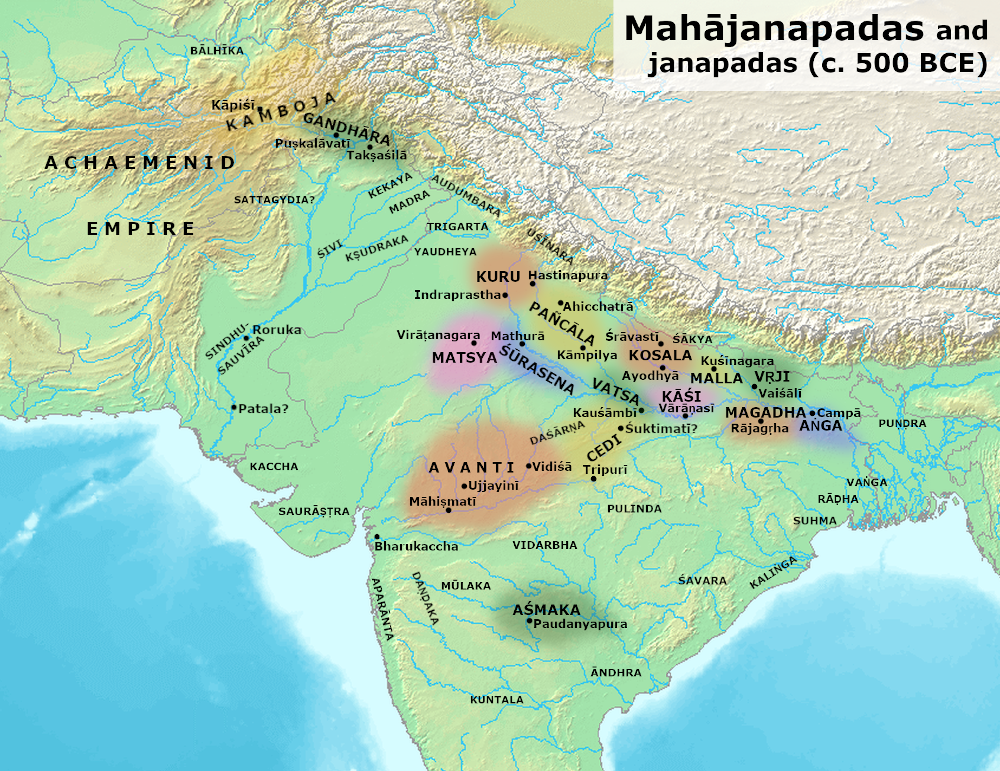

Аванті — держава в Стародавній Індії, на території сучасного штату Мадх'я-Прадеш. Столиця — місто Удджайн. Виникло ймовірно на початку І-го тисячоліття до н. е. За переказами в 7 столітті до н. е., за царя Прадйота була однією з найзначніших держав Північної Індії. Боролась з державою Магадха, зазнала поразки і увійшла в 4 столітті до н. е. до складу імперії Маур'я.